# Ministério das Mulheres
O Ministério das Mulheres foi criado, com status de ministério, durante o Governo Lula, como forma de assegurar que as políticas públicas voltadas às mulheres recebessem maior atenção. Durante o governo Jair Bolsonaro se tornou uma pasta que dividia seus recursos orçamentários enquanto Ministério da Mulher, da Família e dos Direitos Humanos (MMFDH), cuja atribuição era estabelecer políticas públicas para a melhoria da vida de todas as mulheres, pessoas LGBTs, indígenas, pessoas negras etc., do Brasil. O principal objetivo da Secretaria é "promover a igualdade entre homens e mulheres e combater todas as formas de preconceito e discriminação herdadas de uma sociedade patriarcal e excludente."

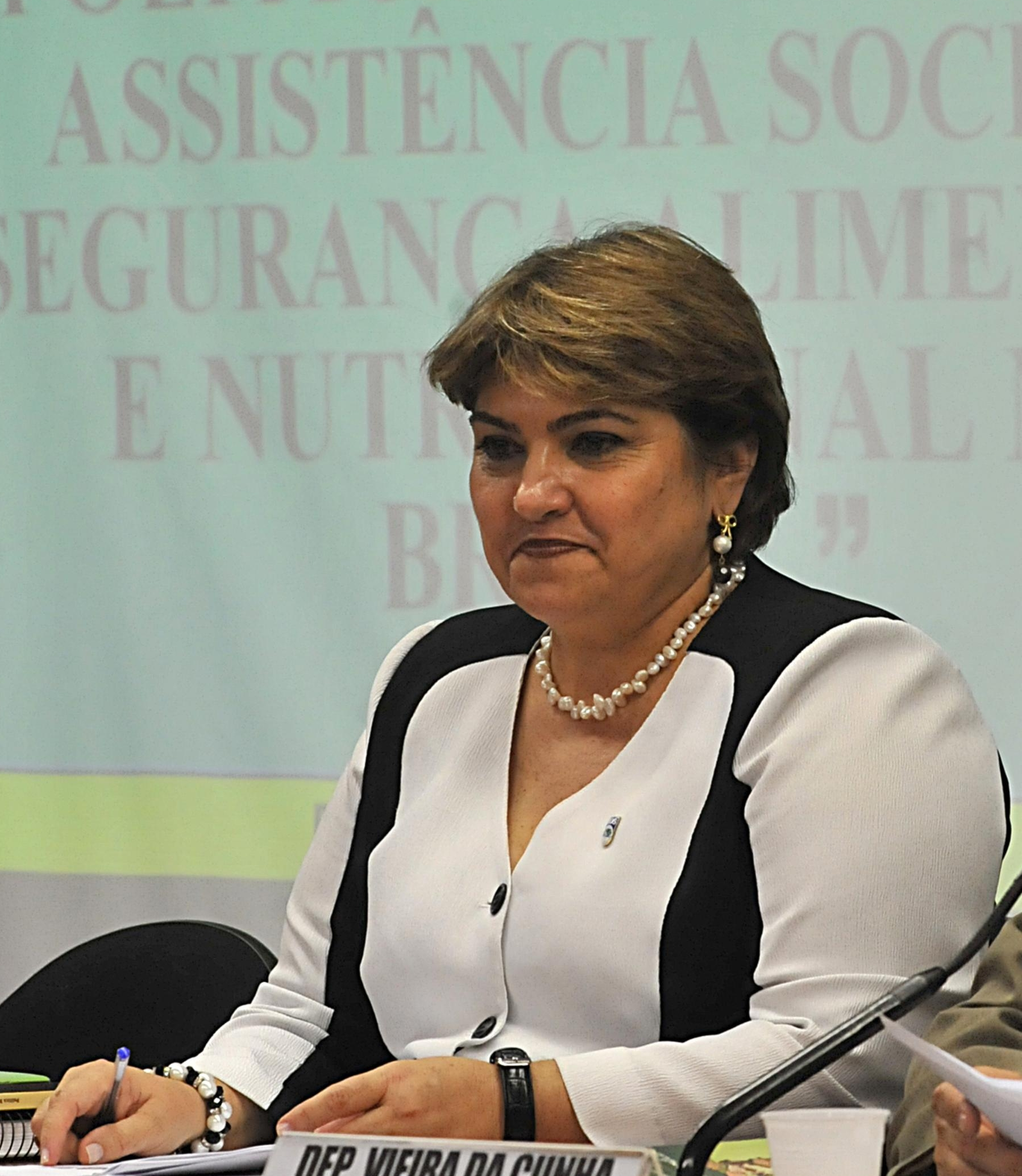
Márcia Lopes, atual Ministra de Estado das Mulheres

Fundada em 2003 pelo Presidente Lula, a Secretaria era vinculada à Presidência da República, com Nilcéia Freire como ministra. Em 2010, foi alçada ao status de Ministra de Estado (Lei nº 12.314 de 2010), passando a atuar em três linhas: Políticas do Trabalho e da Autonomia Econômica das Mulheres, Enfrentamento à Violência contra as Mulheres e Programas e ações nas áreas de Saúde, Educação, Cultura, Participação Política, Igualdade de Gênero e Diversidade.
Em seus onze anos de história a SPM tem investido, principalmente, no combate à violência contra mulheres e adolescentes. Teve papel fundamental na aprovação da Lei Maria da Penha, em 2006, e desenvolve ações como a Central de Atendimento 180, a assinatura do Pacto Nacional pelo Enfrentamento à Violência contra a Mulher com estados e municípios, e o programa mais recente: Mulher, Viver sem violência.
A ministra-chefe da Secretaria até outubro de 2015, quando o órgão deixou de ter status de ministério, era Eleonora Menicucci. Em 2 de outubro de 2015 a Secretaria foi incorporada ao então recém-criado Ministério das Mulheres, da Igualdade Racial e dos Direitos Humanos (MMIRDH), unindo a Secretaria de Políticas de Promoção da Igualdade Racial, a Secretaria de Direitos Humanos e a Secretaria de Políticas para as Mulheres.
Em maio de 2016, o presidente interino Michel Temer extinguiu o MMIRDH e atribuiu suas funções ao Ministério da Justiça, que passou a se chamar oficialmente Ministério da Justiça e Cidadania.
De 2016 a 2017 a Secretaria Nacional de Políticas para as Mulheres foi comandada pela ex-deputada Fátima Pelaes, do PMDB Mulher
Em 2018, Andreza Colatto, também do MDB Mulher (SC), foi indicada a secretária Nacional de Políticas para Mulheres.  A ex-deputada Tia Eron assume a pasta no começo de 2019.
Em 2019, foi criado o Ministério da Mulher, da Família e dos Direitos Humanos pelo ex-presidente Jair Bolsonaro sendo a primeira ministra a senadora Damares Alves e posteriormente Cristiane Britto.
Em 2023, o presidente Lula cumpre a sua promessa de campanha e recria o Ministério das Mulheres, sendo a sua ministra Cida Gonçalves.

## Listas de Ministras
Desde antes do estabelecimento como ministério até a atualidade, a pasta sempre foi chefiada por mulheres. Abaixo, a lista de tais mulheres:
| Nº                                               | Foto                                             | Nome                                             | Órgão                                                               | Início                                           | Fim                                              | Presidente                |
| ------------------------------------------------ | ------------------------------------------------ | ------------------------------------------------ | ------------------------------------------------------------------- | ------------------------------------------------ | ------------------------------------------------ | ------------------------- |
| 1                                                |                                                  | Emília Fernandes                                 | Secretaria de Políticas para as Mulheres                            | 1º de janeiro de 2003                            | 29 de janeiro de 2004                            | Luis Inácio Lula da Silva |
| 2                                                |                                                  | Nilcea Freire                                    | Secretaria de Políticas para as Mulheres                            | 29 de janeiro de 2004                            | 1º de janeiro de 2011                            | Luis Inácio Lula da Silva |
| 3                                                |                                                  | Iriny Lopes                                      | Secretaria de Políticas para as Mulheres                            | 1º de janeiro de 2011                            | 10 de fevereiro de 2012                          | Dilma Rousseff            |
| 4                                                |                                                  | Eleonora Menicucci                               | Secretaria de Políticas para as Mulheres                            | 10 de fevereiro de 2012                          | 2 de outubro de 2015                             | Dilma Rousseff            |
| 5                                                |                                                  | Ideli Salvatti                                   | Ministério das Mulheres, da Igualdade Racial e dos Direitos Humanos | 2 de outubro de 2015                             | 12 de maio de 2016                               | Dilma Rousseff            |
| Incorporado ao Ministério da Justiça e Cidadania | Incorporado ao Ministério da Justiça e Cidadania | Incorporado ao Ministério da Justiça e Cidadania | Incorporado ao Ministério da Justiça e Cidadania                    | Incorporado ao Ministério da Justiça e Cidadania | Incorporado ao Ministério da Justiça e Cidadania | Michel Temer              |
| 6                                                |                                                  | Damares Alves                                    | Ministério da Mulher, da Família e dos Direitos Humanos             | 1º de janeiro de 2019                            | 30 de março de 2022                              | Jair Bolsonaro            |
| 7                                                |                                                  | Cristiane Britto                                 | Ministério da Mulher, da Família e dos Direitos Humanos             | 30 de março de 2022                              | 31 de dezembro de 2022                           | Jair Bolsonaro            |
| 8                                                |                                                  | Cida Gonçalves                                   | Ministério das Mulheres                                             | 1º de janeiro de 2023                            | 5 de maio de 2025                                | Luis Inácio Lula da Silva |
| 9                                                |                                                  | Márcia Lopes                                     | Ministério das Mulheres                                             | 5 de maio de 2025                                | em exercício                                     | Luis Inácio Lula da Silva |

## Programa Casa da Mulher Brasileira
Em janeiro de 2015, foi criado pelo governo federal e coordenado pela 
Secretaria, o programa Casa da Mulher Brasileira, que é um dos componentes do programa Mulher, Viver sem Violência, instituído pelo Decreto Federal nº 8.086, de 30 de agosto de 2013. 
O programa visa a facilitar o acesso aos serviços públicos que garantem o enfrentamento da violência contra a mulher e sua autonomia econômica. Prevê a implantação de uma rede de atendimento nacional, iniciando com unidades em doze capitais brasileiras em 2015. A primeira unidade, instituída pela Portaria nº 4 da Secretaria, foi inaugurada em fevereiro de 2015 em Campo Grande, capital do estado de Mato Grosso do Sul.